# FESPACO 2023
Le FESPACO 2023 est la 28e édition du Festival panafricain du cinéma et de la télévision de Ouagadougou. Il se déroule du 25 février au 4 mars 2023 à Ouagadougou. Le thème de cette édition est « Cinémas d'Afrique et culture de la paix », qui fait l'objet d'un colloque les 27 et 28 février. 
Il a été annoncé que le pays invité d'honneur était le Togo, qui s’est doté d’un code du cinéma et de l’image animée en 2021, mais lors de la cérémonie d’installation des membres du Comité national d’organisation du 2 février 2023, placé sous la supervision du ministre chargé de la Culture, son président Fidèle Tamini, secrétaire général du ministère de la Culture, soutient qu’il n’y a pas de problèmes avec le Togo mais que « au regard des défis du moment, il n’y a pas meilleur partenaire que le Mali pour être pays invité d’honneur ».

## Déroulement

### Préparation
Le délégué général Alex Moussa Sawadogo dévoile la sélection officielle lors d'une conférence de presse à Ouagadougou le 13 janvier 2023. Il annonce que le budget estimatif de l'édition 2023 s’élève à environ 2 milliards de francs CFA.  
Comme en 2021, le Fespaco rend public son comité de sélection, composé de professionnels des cinémas d'Afrique:
- Pedro Pimenta - producteur du Mozambique,
- Lina Chabanne - productrice de la Tunisie,
- Guy Désiré Yaméogo - réalisateur du Burkina Faso,
- Laza Razanajatovo - producteur de Madagascar et directeur des Rencontres du film court Madagascar,
- Claire Diao - distributrice et chroniqueuse du Burkina Faso,
- Farah Clémentine Dramani-Issoufou - programmatrice et chercheuse du Bénin,
- Enoka Julien Ayemba - programmateur et critique du Cameroun,
- Hawa Essuman - réalisatrice du Kenya[4].

L'accent sur le plan professionnel est conservé avec le Fespaco Pro qui s’articule autour du Marché international du cinéma et de l’audiovisuel africains (MICA), des ateliers Yennenga (accompagnement des films au stade de la post-production), de Yennenga Libooni (échanges entre professionnels) et de Yennenga Connexion (passerelle vers les soutiens au cinéma). Le jury Yennenga Post-production est présidé par la réalisatrice et productrice sud-africaine Tiny Mungwe.
Dans le cadre des ateliers Yennenga, le Fespaco lance en 2023 la première édition du Marché de Coproduction de l‘Afrique francophone dénommé « Yennenga Coproduction », dédié aux projets de films de fiction longs métrages en recherche de partenaires notamment financiers avec quinze réalisateurs ou producteurs établis dans les pays francophones d’Afrique de l’ouest et d’Afrique centrale. 17 projets de films longs métrages fiction sont retenus.
Le Fespaco organise également pour la deuxième fois un programme de rencontres permettant à quinze apprentis cinéastes de mieux connaître leur profession, la Yennenga Academy, dont la marraine en 2023 est la documentariste nigérienne Kidi Aïcha Macky.
Le 15 septembre 2022, l'ambassade des Etats-Unis à fait don au Fespaco d'ordinateurs, écrans et imprimantes pour une valeur de plus de 16 millions de francs CFA. Le 22 octobre 2019, elle avait déjà fait don d'un appareil de projection numérique pour une valeur de 25 millions de francs CFA et le 7 octobre 2021 de matériel sonore et cinématographique pour  12 millions de francs CFA.
Le 15 février 2023, la Loterie Nationale Burkinabè (LONAB) offre 50 millions au Fespaco pour l'organisation de la 28e édition.

### Contexte
Cette 28e édition du Fespaco se tient dans un contexte sécuritaire national marqué par le terrorisme : la délégation générale du Fespaco assure que des dispositions sont prises pour un « Fespaco sécurisé ». Le saccage de l'Institut français et de ses deux salles de projection lors des manifestations au lendemain du coup d’État de septembre 2022 qui a porté le capitaine Ibrahim Traoré au pouvoir oblige le Fespaco à organiser des séances dans deux salles de la Mairie centrale de Ouagadougou, en plus des cinémas Burkina et Neerwaya et des deux salles Canal Olympia de Ouaga 2000 et Pissy. L'annonce de maintenir la 28ème édition à la date prévue est faite le 1er décembre 2022, décision prise par le président de la Transition « qui fait le constat d’une avancée significative dans les préparatifs ».

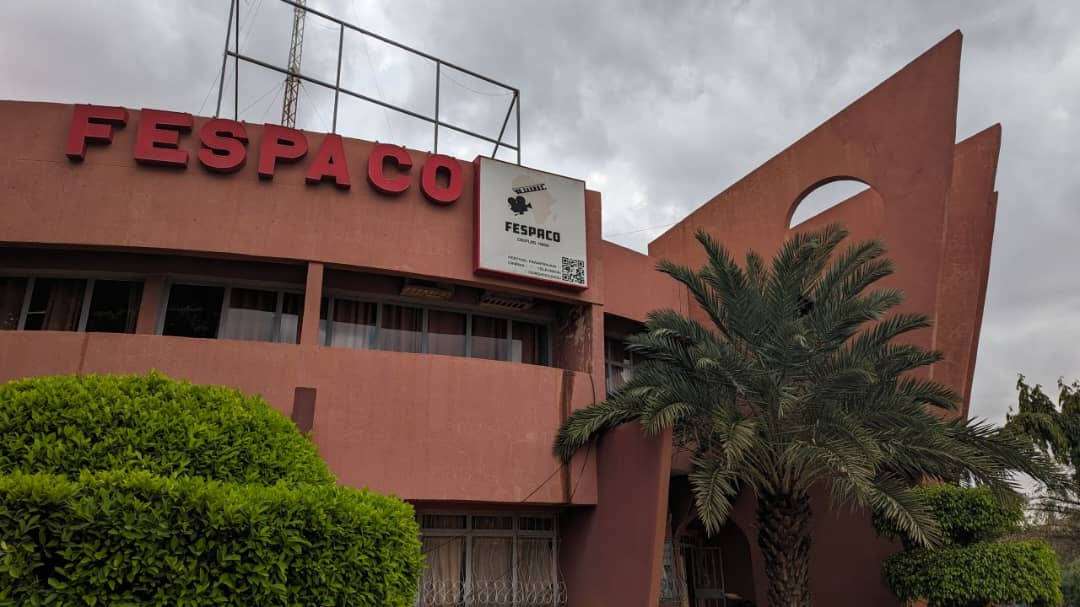
Cette image montre l'enseigne du FESPACO au Burkina Faso

### Le visuel officiel
Ce visuel signé El Marto représente la figure légendaire de Sarraounia pour illustrer le thème « Cinéma d’Afrique et culture de la paix ». Sarraounia signifie reine en haoussa. Cette appellation a été donnée à une amazone, chef politique et religieuse du village de Lougou au Niger, qui s'opposa à la mission Voulet-Chanoine. Avec son film Sarraounia qui remporte l’Etalon de Yennenga en 1987, Med Hondo adapte en 1986 avec le soutien financier du Burkina Faso le roman de l’écrivain nigérien Abdoulaye Mamani qui l'a rendue célèbre.
D'après la communication du Fespaco, ce visuel est « un symbole de fierté africaine, de résistance, et de résilience » qui « met l'accent sur une combattante avec ses attributs de guerrière à un moment où il faut mettre en avant les Forces de Défenses et de Sécurité et les Volontaires pour la défense de la patrie, pour saluer leur sacrifice, leur courage et leur engagement patriotique ».

### Cérémonie d'ouverture
La cérémonie d'ouverture se déroule le samedi 25 février au Palais des Sports de Ouaga 2000 avec le spectacle I have a dream du chorégraphe Serge Aimé Coulibaly. Les deux premiers ministres burkinabé Apollinaire Joachim Kyélem de Tambèla et malien Choguel Kokalla Maïga ont conjointement fait claquer le traditionnel clap d'ouverture.
Lors de l'ouverture professionnelle en soirée, le film Bravo, Burkina ! du réalisateur et designer nigérian Walé Oyéjidé, qui rappelle combien le monde est interconnecté, est projeté.

### Faits marquants
Deux nouvelles statues sont inaugurées sur l'avenue Monseigneur Thévenoud depuis la place des cinéastes devant la mairie centrale : le cinéaste malien Cheick Oumar Sissoko et le cinéaste nigérien Oumarou Ganda.
Un buste d'Ousmane Sembène est dévoilé devant le siège du Fespaco à l'occasion du centième anniversaire de sa naissance. 
Une semaine avant le festival, des séances gratuites en plein air sont organisées à l'intention des déplacés du fait du terrorisme dans la ville de Kaya, ainsi que pendant le Fespaco dans les quartiers de Bassinko, Pissy, Dassasgho et sur la place de la Nation dans le centre-ville. Après le Fespaco, le traditionnel mini-Fespaco se tient à Bobo-Dioulasso. Le film Le Taxi, le cinéma et moi de Salam Zampaligré est projeté à la séance d'ouverture le 9 mars, son protagoniste étant Drissa Touré, qui y demeure. Il est suivi d'une autre édition du 15 au 25 mars à Banfora ayant pour thème le rôle des déplacés internes dans la gestion de la crise sécuritaire.

### Jurys
Les jurys respectent dans leur ensemble la parité hommes-femmes et sont entièrement composés de personnalités du cinéma d'ascendance africaine.
- La productrice tunisienne, Dora Bouchoucha préside le jury Fiction long-métrage, composé d'Abdoulaye Konaté, Michèle Rakotoson, Licínio Azevedo, Khadar Ayderus Ahmed, Odile Sankara et Lemohang Jeremiah Mosese.
- Le producteur sud-africain Steven Markovitz préside le jury Documentaire long-métrage, composé de Dieudo Hamadi, Christophe Konkobo, Hicham Falah, N'Goné Fall, Jessica et Kidi Aïcha Macky.
- Le réalisateur nigérian Kunle Afolayan préside le jury Perspectives, composé de Rabih El-Khoury, Wendy Bashi, Karim Aïtouna et Issiaka Konaté.
- L'ancien délégué général du Fespaco Ardjouma Soma préside le jury de la section Burkina, composé de Dr Dorothée Dognon, Pocas Pascoal, Fargass Assandé et Aboubacar Demba Cissokho.
- La réalisatrice camerounaise Françoise Ellong-Gomez préside le jury Fespaco shorts, composé de Boureima Salouka, Souleymane Kebe, Hirst Shebat et Glasgow-Maeda Neigeme.
- Le producteur ivoiro-guadeloupéen Gnama Baddy Dega préside le jury Séries télé / animation, composé de Toumani Sangaré, Daniel Atchali, Séraphine Angoula et Kandy Guira.
- Le producteur cap-verdien Pedro Soulé préside le jury Films des écoles de cinéma, composé de Raymond M. Tiendrebeogo, Jacqueline Murekeyisoni, Sitou Ayité et Andrey Diarra.

### Masterclass, Débats-forums et table-rondes
Des masterclass sont organisées avec:
- pour la fiction Souleymane Cissé et Gaston Kaboré,
- pour le documentaire Jean-Marie Teno et Michel K. Zongo,
- pour la production Dora Bouchoucha et Steven Markovitz,
- pour les séries télé Samantha Biffot et Fatou Kandé Senghor,
- pour la création costumes Maurice H. Ouedraogo, Martine Somé et Pathé Ouedraogo.

Chaque matin à l'espace professionnel, des débats-forums permettent au public et festivaliers de rencontrer les cinéastes autour de leurs films.
Des tables rondes ont pour thème : 
- Le scénario, l'adaptation et la novelisation : quelle mutualisation des ressources et des compétences en faveur des littératures, des cinémas et de l'audiovisuel d'Afrique ?
- La présence de la Diaspora au Fespaco : une réflexion historique et critique.
- Le Fespaco dans la Diaspora : connexions avec les festivals internationaux et propositions pour un futur intégré.
- A l'occasion du centenaire de la naissance de Sembène Ousmane, pour une approche critique de son oeuvre (Fédération africaine de la critique cinématographique).
- Sankofa Challenge - The Movie.
- La FEPACI sur la restauration des films.
- Coproduction sud-sud et avec le reste du monde.
- Marchés des films d'Afrique et d'ailleurs - quelles opportunités pour les créateurs ?

## Sélections
Après avoir visionné 1 200 productions, ce sont finalement 170 films qui sont sélectionnés .
Sur les 84 films du Burkina Faso présentés, 12 sont sélectionnés dans la section Burkina et 14 dans les autres sections ainsi que 3 dans la section films des écoles de cinéma. Le Burkina Faso est ainsi le pays le plus représenté dans cette sélection.
L'organisation de la sélection en onze catégories de 2021 est confirmée, la seule différence étant que la section courts-métrages est dorénavant dénommée Fespaco shorts.

### Longs métrages de fiction
Quinze films de treize pays sont en compétition pour l'Étalon d'or de Yennenga. Huit sont réalisés par des femmes.
| Titre                               | Réalisation          | Pays                   | Minutes |
| ----------------------------------- | -------------------- | ---------------------- | ------- |
| Abu Saddam                          | Nadine Khan          | Égypte                 | 89      |
| Ashkal                              | Youssef Chebbi       | Tunisie                | 92      |
| Bantu Mama                          | Ivan Herrera         | République dominicaine | 77      |
| Mami Wata                           | C.J. "Fiery" Obasi   | Nigeria                | 107     |
| Maputo Nakuzandza                   | Ariadine Zampaulo    | Mozambique             | 60      |
| Mon Père, le Diable                 | Ellie Foumbi         | Cameroun               | 108     |
| Our Lady of The Chinese Shop        | Ery Claver           | Angola                 | 98      |
| Shimoni                             | Angela Wamai         | Kenya                  | 97      |
| Simin Zetwal (Regarder les étoiles) | David Constantin     | Maurice                | 92      |
| Sira                                | Apolline Traoré      | Burkina Faso           | 120     |
| Le Bleu du caftan                   | Maryam Touzani       | Maroc                  | 123     |
| La Dernière Reine                   | Damien Ounouri       | Algérie                | 113     |
| La Plantation du planteur           | Dingha Eystein Young | Cameroun               | 114     |
| Sous les figues                     | Erige Sehiri         | Tunisie                | 92      |
| Xalé, les Blessures de l'enfance    | Moussa Sene Absa     | Sénégal                | 101     |

### Documentaires longs métrages
| Titre                                           | Réalisation                   | Pays                      | Minutes |
| ----------------------------------------------- | ----------------------------- | ------------------------- | ------- |
| Paradis originel (Al Djanat)                    | Chloé Aïcha Boro              | Burkina Faso              | 85      |
| Choisis-moi (Amchilini)                         | Kader Allamine                | Tchad                     | 68      |
| Au cimetière de la pellicule                    | Thierno Souleymane Diallo     | Guinée                    | 93      |
| Doxandéem, les chasseurs de rêves               | Saliou Sarr                   | Sénégal                   | 88      |
| Fatima - une vie courte                         | Hakim El Hachoumi             | Maroc                     | 80      |
| Gardien des mondes                              | Leïla Chaïbi                  | Algérie                   | 91      |
| Géologie de la séparation                       | Yosr Gasmi et Mauro Mazzocchi | Tunisie                   | 152     |
| Je reste photographe                            | Ananias Leki Dago             | Côte d'Ivoire             | 67      |
| L'argent, la liberté, une histoire du franc CFA | Katy Léna N'Diaye             | Sénégal                   | 100     |
| MK, l'armée secrète de Mandela                  | Osvalde Lewat                 | Cameroun                  | 61      |
| Lagos Tanger, aller simple (No U-Turn)          | Ike Nnaebue (en)              | Nigeria                   | 94      |
| Nous, étudiants                                 | Rafiki Fariala                | République centrafricaine | 82      |
| Omi Nobu (L'Homme nouveau)                      | Carlos Yuri Ceuninck          | Cap-Vert                  | 67      |
| Or de vie                                       | Boubacar Sangaré              | Burkina Faso              | 90      |

### Fictions court-métrage (Fespaco shorts 1)
| Titre | Réalisation                        | Pays                             | Minutes |
| --- | ---------------------------------- | -------------------------------- | ------- |
| Une maison de poupées à la mémoire des hommes et de leurs rêves de cendre enterrés sous le regard de minuit pendant que les douces barres du dédale animal ouvrent le vrai maître de la cage et des mensonges du bercail | Andriaminosoa Hary Joël Rakotovelo | Madagascar                       | 20      |
| Agwe | Samuel Suffren                     | Haïti                            | 17      |
| Astel | Ramata-Toulaye Sy                  | Sénégal                          | 24      |
| Double je | Lauren Providencia Sanou           | Burkina Faso                     | 16      |
| En route | Leslie To                          | Burkina Faso                     | 09      |
| Jeu Mundele / Jeu d'hasard | Khadafi Mbuyamba                   | République démocratique du Congo | 30      |
| Jours de printemps | Imad Badi                          | Maroc                            | 18      |
| Khadiga | Morad Mostafa                      | Égypte                           | 20      |
| L'Envoyée de Dieu | Amina Abdoulaye Mamani             | Niger                            | 23      |
| Dimanche matin (Manhã de Domingo) | Bruno Ribeiro                      | Brésil                           | 25      |
| Mulika | Maisha Maene                       | République démocratique du Congo | 14      |
| Patriotes | Laurentine Bayala                  | Burkina Faso                     | 15      |
| Trame de tendresse | Ouijdane Khallid                   | Maroc                            | 24      |
| Terre mère (Terra mater) | Kantarama Gahigiri                 | Rwanda                           | 10      |
| Tsutsue | Amartei Armar                      | Ghana                            | 15      |
| Twin Lakes Haven | Philbert Aimé Mbabazi Sharangabo   | Rwanda                           | 24      |
| Uje | Jean-Luc Mitana                    | Rwanda                           | 19      |
| Will My Parents Come to See Me? (Mes parents vont-ils venir me voir ?) | Mo Harawe                          | Somalie                          | 28      |
| Ye ! | John Oluwole Adekoje               | Nigeria                          | 22      |
| Ziwa (Le Lac) | Samuel Tebandeke                   | Ouganda                          | 15      |

### Documentaires court-métrage (Fespaco shorts 2)
| Titre                                       | Réalisation             | Pays                             | Minutes |
| ------------------------------------------- | ----------------------- | -------------------------------- | ------- |
| Angle mort                                  | Lotfi Achour            | Tunisie                          | 13      |
| Burkina Babes                               | Kagho Idhebor           | Nigeria                          | 7       |
| Cuba in Africa (Cuba en Afrique)            | Negash Abdurahman       | Éthiopie                         | 22      |
| Katanga Nation                              | Beza Hailu Lemma        | Éthiopie                         | 27      |
| Kelasi                                      | Fransix Tenda Lomba     | République démocratique du Congo | 10      |
| La Villa Reynette : de ciment et d'amour    | Evelyne Agli            | Bénin                            | 16      |
| Les Cavaliers de Tonka                      | Mohamed Dayfour Diawara | Mali                             | 11      |
| Louvri pou mwen (Ouvre pour moi)            | Jess Di Pierro Obert    | Haïti                            | 17      |
| Madame Pipi                                 | Rachelle Salnave        | Haïti                            | 25      |
| Juste un sourire mère (Mama dan que soriso) | Cyrielle Raingou        | Cameroun                         | 18      |
| Xaar Yàlla (Waiting for God)                | Mamadou Khouma Gueye    | Sénégal                          | 25      |

### Perspective (longs métrages fictions et documentaires)
| Titre                    | Réalisation      | Pays           | Minutes |
| ------------------------ | ---------------- | -------------- | ------- |
| La Rockeuse du désert    | Sara Nacer       | Algérie        | 75      |
| Le Spectre de Boko Haram | Cyrielle Raingou | Cameroun       | 75      |
| Les Scarifiés            | Wabinle Nadie    | Burkina Faso   | 65      |
| African Moot             | Shameela Seedat  | Afrique du Sud | 85      |
| Annatto                  | Fatima Boubakdy  | Maroc          | 103     |
| Can they see us          | Kenny Mumba      | Zambie         | 90      |
| Le Mouton de Saada       | Pape Bounam Lopy | Sénégal        | 75      |
| Otiti                    | Ema Edosio       | Nigeria        | 93      |
| Sadrack                  | Narcisse Wandji  | Cameroun       | 94      |
| Dent pour dent           | Ottis Ba         | Sénégal        | 87      |
| Soula                    | Salah Issaad     | Algérie        | 92      |

### Panorama: longs métrages
| Titre                                                                 | Réalisation                                  | Pays                             | Minutes |
| --------------------------------------------------------------------- | -------------------------------------------- | -------------------------------- | ------- |
| Seul dans un monde étrange (Alone in a strange World) (fiction)       | Joél Sansi                                   | République démocratique du Congo | 103     |
| Bangarang (fiction)                                                   | Robin Odongo                                 | Kenya                            | 88      |
| Épines du Sahel (fiction)                                             | Boubakar Diallo                              | Burkina Faso                     | 92      |
| La Gravité (fiction)                                                  | Cédric Ido                                   | Burkina Faso                     | 85      |
| Le Job idéal                                                          | Gilbert Djoliba Bararmna-Boukpessi (fiction) | Togo                             | 96      |
| Le Panthéon de la Joie (fiction)                                      | Jean Odoutan                                 | Bénin                            | 97      |
| The Umbrella Men (Les Hommes parapluie) (fiction)                     | John Barker                                  | Afrique du Sud                   | 115     |
| Bobi Wine : Le Président du peuple (documentaire)                     | Moses Bwayo, Christopher Sharp               | Ouganda                          | 121     |
| Le Taxi, le cinéma et moi (documentaire)                              | Salam Zampaligré                             | Burkina Faso                     | 69      |
| Maayo Wonaa Keerol (Le fleuve n'est pas une frontière) (documentaire) | Alassane Diago                               | Sénégal                          | 105     |
| Min al Qahira (From Cairo) (documentaire)                             | Hala Galal                                   | Égypte                           | 63      |
| Rewind and Play (documentaire)                                        | Alain Gomis                                  | Sénégal                          | 65      |
| Xaraasi Xanne (Les Voix croisées) (documentaire)                      | Bouba Touré, Raphaël Grisey                  | Mali                             | 120     |
| Nayola (fiction, animation)                                           | José Miguel Ribeiro                          | Angola                           | 83      |

### Section Burkina (longs métrages fiction et documentaire)
| Titre                                        | Réalisation         | Pays         | Minutes |
| -------------------------------------------- | ------------------- | ------------ | ------- |
| Laabli l'insaisissable (doc)                 | Luc Youlouka Damiba | Burkina Faso | 72      |
| Le Galop (doc)                               | Eléonore Yaméogo    | Burkina Faso | 80      |
| L'Affaire Sam Mory (fiction)                 | Boubakar Diallo     | Burkina Faso | 90      |
| Le Sermon des prophètes (fiction)            | Seydou Boundaone    | Burkina Faso | 98      |
| Madi et Saga (fiction)                       | Yacouba Napon       | Burkina Faso | 111     |
| Malla, aussi loin que dure la nuit (fiction) | Dramane Ouedraogo   | Burkina Faso | 96      |

### Section Burkina (courts métrages fiction et documentaire)
| Titre                      | Réalisation                   | Pays         | Minutes |
| -------------------------- | ----------------------------- | ------------ | ------- |
| Douleurs de vies de femmes | Habibou Zoungrana             | Burkina Faso | 24      |
| Elisa (doc)                | Fayçal Léonce Soura           | Burkina Faso | 13      |
| Le Botaniste               | Floriane Zoundi               | Burkina Faso | 13      |
| L'Innocence                | Thomas Hénoc Ouedraogo        | Burkina Faso | 15      |
| Papa Eric le tendre        | Wendkoagnda Gaston Bonkoungou | Burkina Faso | 11      |
| Stay Up                    | Aïssata Ouarma                | Burkina Faso | 35      |

### Séries télévisées
| Titre                           | Réalisation         | Pays          | Minutes |
| ------------------------------- | ------------------- | ------------- | ------- |
| De plus en plus loin            | Hervé Eric Lengani  | Burkina Faso  | 52x2    |
| Fanga / Le Pouvoir              | Fousseyni Maïga     | Mali          | 26x3    |
| Ici C Babi                      | Boris Oue           | Côte d'Ivoire | 13x6    |
| Isabelle                        | Kismath Baguiri     | Bénin         | 26x3    |
| Le Chic, le choc, l'échec       | Jérémie Tchoua      | Gabon         | 26x3    |
| L'Imam, le poulet et le pasteur | Dramane Gnessi      | Burkina Faso  | 26x3    |
| Ô Batanga                       | Alex Ogou           | Côte d'Ivoire | 52x2    |
| Syndicat de Nouka               | Gilbert Assi        | Côte d'Ivoire | 26x3    |
| Un homme à marier               | Jean-Jules Porquet  | Côte d'Ivoire | 26x3    |
| Vengeance                       | Simon William Kum   | Cameroun      | 26x3    |
| Yaay 2.0                        | Serigne Ababacar Ba | Sénégal       | 26x3    |

### Films d'animation
| Titre                          | Réalisation                     | Pays                | Minutes |
| ------------------------------ | ------------------------------- | ------------------- | ------- |
| Apacha                         | Dubien Fortuné Tsete            | République du Congo | 07      |
| Begho                          | Victoria Aryee et Daniel Kumah  | Ghana               | 08      |
| Fadi le village de transformer | Cheick Ouattara                 | Mali                | 08      |
| Impa le sans-mêlé              | Bomale Christian Hermann Kouamé | Côte d'Ivoire       | 16      |
| Kendila                        | Nadia Rais                      | Tunisie             | 12      |
| Kwaba                          | Pierre-Marie Sindo              | Côte d'Ivoire       | 02      |
| L'Ombre des papillons          | Sofia El Khyari                 | Maroc               | 09      |
| L'Affront                      | Negueba Traoré                  | Mali                | 03      |
| Les Palimpsestes               | Ingrid Agbo                     | Togo                | 07      |
| Mon papy à moi                 | Komi Messan Anthony             | Togo                | 07      |
| En surface (On the Surface)    | Fan Sissoko                     | Mali                | 04      |
| Paya et Koulou                 | Dramane Minta                   | Mali                | 15      |
| Princesse Yennenga             | Abdoul Rayhim Saïd Junior Koné  | Burkina Faso        | 13      |
| Reine du Guera                 | Khalil Salma                    | Tchad               | 29      |
| Tempête dans une calebasse     | Serge Dimitri Pitroipa          | Burkina Faso        | 15      |
| The Pyramid                    | Mohamed Ghazala                 | Égypte              | 07      |

### Films des écoles africaines de cinéma
| Titre                           | Réalisation                   | École                                   | Pays          |
| ------------------------------- | ----------------------------- | --------------------------------------- | ------------- |
| 07 mars                         | Alioune Fall                  | ESAV                                    | Maroc         |
| A qui la faute                  | Ramatoulaye Bah               | ISAMK                                   | Guinée        |
| Annaelle                        | Pierre Nicolas Mbumba         | INPTIC                                  | Gabon         |
| Au fil du temps                 | Fassar Maurice Sarr           | ESAV                                    | Maroc         |
| Confusion                       | Ornel Franckeski Mengue Dzo   | INPTIC                                  | Gabon         |
| Demain                          | Joseph Avimadje               | ISMA                                    | Bénin         |
| Elisa                           | Yowane Mezembe                | INPTIC                                  | Gabon         |
| La Gare de l'Est                | Esso-Domna Roger Atana        | ESEC                                    | Togo          |
| Le Gong a résonné               | Altidor Gildas                | ENSTIC UAC                              | Bénin         |
| les Adoratrices du Boson        | Othniel Bonzi                 | ISTC Polytechnique                      | Côte d'Ivoire |
| Les Yeux ouverts                | Armel Pengdwende Ariel Pouya  | ISIS-SE                                 | Burkina Faso  |
| L'Impression                    | Ulrich Houndji                | ENSTIC                                  | Bénin         |
| Mataha                          | Ahmed Nader                   | Academy of Arts - High Cinema Institute | Égypte        |
| Moi et moi                      | Razack Adam Bana              | ISMA, Bénin                             | Bénin         |
| Plus qu'un devoir               | Mohamed Allabi                | ISMA, Bénin                             | Bénin         |
| Pour le meilleur et pas le pire | Judicaël Nzamba               | INPTIC                                  | Gabon         |
| Retour aux sources              | Danielle Esther Biyo'o Anding | IFCPA                                   | Cameroun      |
| Rogm Sebre / Acte de naissance  | Arlette Jessica Valia         | ISIS-SE, Burkina Faso                   | Burkina Faso  |
| Sauvetage                       | David Effaly                  | IUA                                     | Côte d'Ivoire |
| Souk                            | Wendkoagnda Gaston Bonkoungou | ISIS-SE, Burkina Faso                   | Burkina Faso  |
| Sur les traces de mes ancêtres  | Zeinab Soumahoro              | ISTC Polytechnique                      | Côte d'Ivoire |
| Trafic / Chakchouka             | Iheb Abidi                    | ISAMM                                   | Tunisie       |

## Palmarès

### Sélection officielle
Les prix du palmarès officiel représentent un total de 108 millions de francs CFA.

#### Longs métrages de fiction
| Prix                                                                                   | Attribué à                                                 | Pays         |
| -------------------------------------------------------------------------------------- | ---------------------------------------------------------- | ------------ |
| Étalon d'or (20 M Fcfa)                                                                | Ashkal de Youssef Chebbi                                   | Tunisie      |
| Étalon d'argent (10 M Fcfa) doté et parrainé par la Délégation de l'Union européenne   | Sira de Apolline Traoré                                    | Burkina Faso |
| Étalon de bronze (5 M Fcfa)                                                            | Shimoni de Angela Wamai                                    | Kenya        |
| Mention spéciale du jury                                                               | Regarder les étoiles de David Constantin                   | Maurice      |
| Meilleur scénario (3 M Fcfa) doté et parrainé par TV5 Monde                            | Le Bleu du caftan de Maryam Touzani                        | Maroc        |
| Meilleure image (1 M Fcfa)                                                             | Mami Wata de C.J. "Fiery" Obasi                            | Nigeria      |
| Meilleur son (1 M Fcfa)                                                                | Ashkal de Youssef Chebbi                                   | Tunisie      |
| Meilleure musique (1 M Fcfa)                                                           | Our lady of the Chinese Shop de Ery Claver                 | Angola       |
| Meilleur décor (1 M Fcfa)                                                              | Mami Wata de C.J. "Fiery" Obasi                            | Nigeria      |
| Meilleur montage (1 M Fcfa)                                                            | Abu Saddam de Nadine Khan                                  | Égypte       |
| Meilleure interprétation féminine et meilleure interprétation masculine (1 M Fcfa x 2) | L'ensemble des acteurs dans Sous les figues d'Erige Sehiri | Tunisie      |

#### Longs métrages documentaires
| Prix                                                                                      | Attribué à                                                           | Pays                      |
| ----------------------------------------------------------------------------------------- | -------------------------------------------------------------------- | ------------------------- |
| Etalon d'or (10 M Fcfa) doté et parrainé par le Système des Nations-Unies au Burkina Faso | Omi Nobu / L’homme nouveau de Carlos Yuri Ceuninck                   | Cap-Vert                  |
| Etalon d'argent (5 M Fcfa) sponsorisé par la LONAB                                        | Nous, étudiants de Rafiki Fariala                                    | République centrafricaine |
| Etalon de bronze (3 M Fcfa)                                                               | Gardien des mondes de Leïla Chaibi                                   | Algérie                   |
| Mention spéciale                                                                          | L'argent, la liberté, une histoire du franc CFA de Katy Léna N'Diaye | Sénégal                   |
| Mention spéciale                                                                          | Au cimetière de la pellicule de Thierno Souleymane Diallo            | Guinée                    |

#### Courts-métrages de fiction (Fespaco shorts 1)
Dotés et parrainés par l'Organisation internationale de la Francophonie.
| Prix                         | Attribué à | Pays       |
| ---------------------------- | --- | ---------- |
| Poulain d'or (5 M Fcfa)      | Will my parents come to see me de Mo Harawe | Somalie    |
| Poulain d'argent (3 M Fcfa)  | Une maison de poupées à la mémoire des hommes et de leurs rêves de cendre enterrés sous le regard de minuit pendant que les douces barres du dédale animal ouvrent le vrai maître de la cage et des mensonges du bercail d'Andriaminosoa Hary et Joël Rakotovelo | Madagascar |
| Poulain de bronze (2 M Fcfa) | Tsutsue de Armatei Armar | Ghana      |
| Mention spéciale             | L'Envoyée de Dieu de Amina Abdoulaye Mamani | Niger      |
| Mention spéciale             | Terre mère de Kantarama Gahigiri | Rwanda     |

#### Courts-métrages documentaires (Fespaco shorts 2)
| Prix                         | Attribué à                         | Pays                             |
| ---------------------------- | ---------------------------------- | -------------------------------- |
| Poulain d'or (5 M Fcfa)      | Angle mort de Lotfi Achour         | Tunisie                          |
| Poulain d'argent (3 M Fcfa)  | Katanga Nation de Beza Hailu Lemma | Éthiopie                         |
| Poulain de bronze (2 M Fcfa) | Kelasi de Fransix Tenda Lomba      | République démocratique du Congo |

#### Section Perspectives
| Prix Oumarou Ganda de la meilleure première œuvre ou deuxième œuvre de film de fiction long métrage (2 M Fcfa)  | Soula de Salah Isaad                         | Algérie  |
| Prix Paul Robeson de la meilleure première œuvre ou deuxième œuvre de film documentaire long métrage (2 M Fcfa) | Le spectre de Boko Haram de Cyrielle Raingou | Cameroun |
| Mention spéciale                                                                                                | Le mouton de Saada de Pape Bounam Lopy       | Sénégal  |

#### Section Burkina
| Prix | Attribué à                                              | Pays         |
| --- | ------------------------------------------------------- | ------------ |
| Grand prix du président du Faso du meilleur film burkinabè (5 M Fcfa)                                                   | Laabli l’insaisissable de Luc Youlouka Damiba           | Burkina Faso |
| Grand prix du Président du Faso du meilleur espoir burkinabé (3 M Fcfa)                                                 | Le Botaniste de Floriane Zoundi                         | Burkina Faso |
| Grand prix du Président du Faso Révélation du cinéma (2 M Fcfa) doté par le Bureau burkinabè des droits d'auteur (BBDA) | Malla, aussi loin que dure la nuit de Dramane Ouédraogo | Burkina Faso |

#### Séries TV, animation, film africain des écoles de cinéma
| Prix                                                                | Attribué à                                                                    | Pays          |
| ------------------------------------------------------------------- | ----------------------------------------------------------------------------- | ------------- |
| 1er Prix de la meilleure Série TV (2 M Fcfa)                        | Ô Batanga de Alex Ogou                                                        | Côte d'Ivoire |
| 2ème Prix de la meilleure Série TV (1 M Fcfa)                       | De plus en plus loin de Hervé Eric Lengani et Fabien Dao                      | Burkina Faso  |
| Mention spéciale Séries TV                                          | Ici C Babi de Boris Oué                                                       | Côte d'Ivoire |
| Mention spéciale Séries TV                                          | Fanga / Le Pouvoir de Fousseyni Maiga                                         | Mali          |
| 1er Prix court métrage d'animation (3M Fcfa)                        | Kendila de Nadia Rais                                                         | Tunisie       |
| 1er Prix série télévisuelle de film d'animation (2 M Fcfa)          | Paya et Koulou de Dramane Minta                                               | Mali          |
| Mention spéciale films d'animation                                  | Les Palimpsestes de Ingrid Agbo                                               | Togo          |
| Mention spéciale films d'animation                                  | Reine du Guera de Khalil Salma                                                | Tchad         |
| 1er Prix du meilleur film africain des écoles de cinéma (2 M Fcfa)  | A qui la faute de Ramatoulaye Bah, ISAMK                                      | Guinée        |
| 2ème Prix du meilleur film africain des écoles de cinéma (1 M Fcfa) | Sur les traces de mes ancêtres de Zeinab Soumahoro, ISTC Polytechnique        | Côte d'Ivoire |
| Mention spéciale film africain des écoles de cinéma                 | Rogm Sebre / Acte de naissance d'Arlette Jessica Valia, ISIS-SE, Burkina Faso | Burkina Faso  |
| Mention spéciale film africain des écoles de cinéma                 | Plus qu'un devoir de Mohamed Allabi, ISMA, Bénin                              | Bénin         |

### Palmarès des prix spéciaux
Les prix spéciaux sont décernés le vendredi 3 mars 2023, à la veille de la clôture. Sont ainsi décernés 106 millions de francs CFA.
| Prix | Attribué à                                                                | Pays         |
| --- | ------------------------------------------------------------------------- | ------------ |
| Prix Thomas Sankara du court-métrage (Guilde des réalisateurs et producteurs, 3 M Fcfa)                                              | Cuba en Afrique de Negash Abdurahman                                      | Éthiopie     |
| Prix spécial CEDEAO pour l'intégration pour le meilleur film ouest-africain, 15 M Fcfa)                                              | Lagos-Tanger, aller simple de Ike Nnaebue (en)                            | Nigeria      |
| Prix CEDEAO de la meilleure réalisatrice ouest-africaine (10 M Fcfa)                                                                 | Sira de Apolline Traoré                                                   | Burkina Faso |
| Prix CEDEAO du meilleur plus jeune réalisateur de film d'école (2 M Fcfa)                                                            | Plus qu'un devoir de Mohamed Allabi                                       | Bénin        |
| Prix CEDEAO du meilleur plus jeune comédien ou comédienne (1 M Fcfa)                                                                 | Nguissaly Barry dans Xalé, les Blessures de l'enfance de Moussa Sene Absa | Sénégal      |
| Prix spécial Plan international Burkina de l'égalité aux filles pour la combattivité et l'innovation en faveur des filles (5 M Fcfa) | The Planter's Plantation de Dingha Eystein Young                          | Cameroun     |
| Prix spécial Assemblée législative de transition du Burkina Faso (7 M Fcfa)                                                          | Sira de Apolline Traoré                                                   | Burkina Faso |
| Prix de la critique africaine Paulin Soumanou Vieyra (FACC)                                                                          | Mami Wata de C.J. "Fiery" Obasi                                           | Nigeria      |
| Prix spécial UEMOA de long métrage fiction (8 M Fcfa)                                                                                | Xalé, les Blessures de l'enfance de Moussa Sene Absa                      | Sénégal      |
| Prix spécial UEMOA de court métrage fiction (5 M Fcfa)                                                                               | L'Envoyée de Dieu de Amina A. Mamani                                      | Niger        |
| Prix spécial UEMOA de long métrage documentaire (8 M Fcfa)                                                                           | Les Cavaliers de Tonka de Mohamed Dayfour Diawara                         | Mali         |
| Prix spécial UEMOA de court métrage documentaire (5 M Fcfa)                                                                          | Al Djanat (Paradis originel) de Chloé Aïcha Boro                          | Burkina Faso |
| Prix spécial Ecobank Sembène Ousmane (5 M Fcfa)                                                                                      | The Planter's Plantation de Dingha Eystein Young                          | Cameroun     |
| Prix spécial du Fonds Gambere Ernest (2 M Fcfa)                                                                                      | L'Envoyée de Dieu de Amina A. Mamani                                      | Niger        |
| Prix de la chance de la LONAB (5 M Fcfa)                                                                                             | L'Envoyée de Dieu de Amina A. Mamani                                      | Niger        |
| Prix Félix Houphouet-Boigny du Conseil de l'Entente (10 M Fcfa)                                                                      | Sira de Apolline Traoré                                                   | Burkina Faso |
| Prix Ababacar Samb Makharam de la ville de Ouagadougou (3 M Fcfa)                                                                    | Al Djanat (Paradis originel) de Chloé Aïcha Boro                          | Burkina Faso |
| Prix spécial Wateraid Climat, eau et assainissement en Afrique (5 M Fcfa)                                                            | Sira de Apolline Traoré                                                   | Burkina Faso |
| Prix de la Conférence épiscopale Burkina-Niger (2 M Fcfa)                                                                            | L'Envoyée de Dieu de Amina A. Mamani                                      | Niger        |
| Prix spécial de l'association Laafi la Boumbou (5 M Fcfa)                                                                            | Sira, sur la route de Fousseini Maïga                                     | Mali         |
| Prix spécial Paul Robeson pour les films des diasporas (2 M Fcfa)                                                                    | Agwe de Samuel Suffren                                                    | Haïti        |